# 马来亚共产党
马来亚共产党，简称马共（PKM或CPM），是曾活跃于马来半岛和新加坡的共产主义政党，於1930年4月30日在马来亚森美兰州瓜拉庇劳县的村落成立，是响应以苏联领导的第三国际呼吁，被西方殖民宗主国压迫的殖民地，联合起来反抗殖民统治和压迫而作斗争，及保护人民及国家领土而成立。由于意识形态冲突，马共抗日抗殖民军与马来亚当局的和平谈判破裂，马共抗日抗殖民军转而由武力方式对抗英殖民赋予独立并承认的马来亚政府。1957年马来亚获得独立后，马共抗日抗殖民军开始接受中共援助并加大力度对抗被认为受英殖民操纵的马来亚傀儡政府。但由于马共中央的肃反决定造成党内分裂，以及中共在1980年停止革命输出并切断对外国共产党包括马共抗日抗殖民军的援助后，马共抗日抗殖民军开始走向衰败并开始和泰国及马来西亚政府展开和谈，三方最终于1989年签订和平条约，之后马共抗日抗殖民军放下武器并宣布解散，部分马共抗日抗殖民军成员留在泰国南部定居，另一部分则选择回到马来西亚。

## 历史

### 成立
在1930年成立前，马来亚作为英国殖民地，当地的共产党组织是中国共产党的海外支部，名为中国共产党南洋临时委员会。馬共的成立，由共產國際代表胡志明（越南共產黨領導人）促成，當時胡志明（本名阮必成）自稱“阮愛國”。马共成立后不久，被自称为共产国际代表的三重间谍莱特混入并当选总书记。

### 抗日战争
1941年12月日本南侵之际，马共在英军的召集下成立马来亚人民抗日军，在日军后方展开游击战，成为马来半岛日据时期的抗日主力之一。马共采取联英抗日政策，马共领导的人民抗日军发展到1万多人，并控制了马来亚一半土地。

### 反殖民政府及武装斗争活動

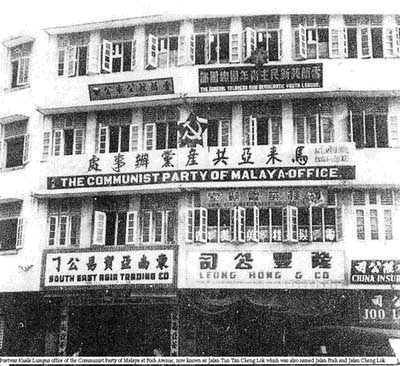
紧急状态前的马共办事处

1945年日本投降后，马共开始转为进行反殖民活动，进行罢工，罢课，与英殖民政府关系日益紧张。1948年6月，霹雳和丰有三名欧洲籍的园丘主管被杀害，英殖民政府宣布马共等多个左翼政党为非法组织并展开取缔。面对英殖民政府的鎮压，马共决定进行武装并展开森林游击战，六·二〇战争爆发，全马进入紧急状态。1949年，马来亚民族解放军（后改名马来亚人民军）成立，半岛的游击战一直持續到1960年代。
1951年10月6日，英国驻马来亚最高专员（时译“钦差大臣”）亨利·葛尼在彭亨福隆港遭马共刺杀身亡。1952年开始，继任的杰拉德·邓普勒落力清剿马共，实行前任葛尼留下的策略——“毕利斯计划”，在马共活动的森林边缘区域实践坚壁清野战略，将原本散居在乡区及郊外的“黑区”（戒严区）华人迁移至集中管理的住宅区（成为后来的华人新村），并实行粮食配给，称为“饥饿行动”，以断绝同情者对马共的接济。马共转而向原住民获取支助，政府军同样采用“原住民收留”政策，将原住民也迁移至“新村”，但不适应定居与宵禁生活的原住民出现了高死亡率，于是政府便放弃迁移原住民，改为援助他们，在原住民的聚落土地上修建堡垒以防堵马共。
受到邓普勒的“反游击战术”打击，马共的游击队员在两年内锐减了三分之二，袭击次数也从每月500次降低至100次。
1955年7月，英国统治下的马来亚首次普选出联合邦自治政府，聯合邦首席部长东姑阿都拉曼推出有条件特赦以招降马共党员，但直到1956年2月特赦结束时，只有73人投降。
1955年9月24日，马共总书记陈平写信给东姑要求和谈。政府在10月17日委派教育部助理部长朱运兴和副总警长怀利（I.S. Wylie）与陈平及另一名马共党员在霹雳州仁丹会面，并在随后11月进行了两次接触。
1955年12月24日，马共总书记陈平与首席部长东姑阿都拉曼在北马吉打州的华玲县举行了谈判，史称“华玲谈判”。马共提出的最高要求是让政府承认马共为合法的政治组织，最低要求是，放下武器后马共人员行动自由，可以自由参加任何现有政党，可以组成一个新的不叫“共产党”的政党。马来亚当局拒绝了马共建议，政府首席谈判代表东姑阿都拉曼要求马共接受“某种形式的投降”，并称：“如果你要让这个国家有和平，就得有一方让步——不是我们向你们让步，就是你们向我们让步。这两种思想意识——你们的和我们的——是永远不能相容的。”于是谈判破裂。
1956年陈平再次要求东姑继续和谈，但东姑在4月通过广播拒绝了要求。
1957年4月，从1953年开始指挥南部游击队的马共政治局委员Hor Lung向政府部队投降。
1957年7月，马来亚50,580平方英里（131,000平方）中约有30,000平方英里（78,000平方）获宣告为“白区”，即免于共产党威胁并解除戒严的区域。1957年8月，吉隆坡市、县成为“白区”。至1958年，马共主要在霹雳及柔佛南部活动。1959年之后，马共仅剩马泰边界的据点。
在此期间，1957年8月31日马来亚联合邦独立，东姑阿都拉曼成为马来亚第一任首相，但镇反行动的总指挥继续由英籍将领詹姆斯·卡塞爾斯担任。
1959年之后，马共被迫转移到马泰边境并分别在泰南的勿洞、苏基琳、邦朗和也哈建立革命根据地。此外，马共不时会派遣突击队南下搜寻粮食，并伏击马来西亚政府武装部队。
1960年7月31日，马来亚政府正式宣布解除进行了12年的紧急状态，只剩马泰边界仍处于紧急戒严。

### 中共的援助
中共真正考虑给马共经济援助，始于华玲谈判以后。1957年8月，马来亚在英联邦内宣布独立。1959年，马共领导的人民解放军减到600人左右，被迫转移到泰国南部。
1961年之后中共开始加大支持马来亚共产党、缅甸共产党、泰国共产党、菲律宾共产党等在东南亚各国打游击战的共产主义武装组织，给予大量的武器、经济、技术、粮食援助，并在1967年之后开设“马来亚革命之声广播电台”开展宣传战。但在邓小平上台执政后，中華人民共和国政府于1980年宣布停止输出革命，断绝一切对东南亚各国共产党的援助，裁撤在云南省昆明市市郊的东南亚共产党训练营与营中的中国教官，停止武器和粮食支援，1981年6月关闭了设在湖南益阳的“马来亚革命之声广播电台”。缅共、马共、泰共在失去了中華人民共和国的援助之后，在1980年代末到1990年代初时相继放下武器向东南亚各国政府投降。选择住在中国大陸的东南亚共产党人也都失去了中国政府的政治支持，无缘再投身政治运动。

### 肃反和分裂
1960年代末至1970年代初，由于马共党中央对根据地进行了几次“肃反”，处决了不少人，导致部分党员非常不满，进而脱离马共，先后成立马来亚共产党（马列）和马来亚共产党革命派，这两个分裂团体后来合并成马来西亚共产党。

### 和平解散
经过五轮艰苦的三方高级会谈，马共与马政府就一系列细节问题达成协议。1989年11月4日，马来西亚首相马哈迪·莫哈末证实马来西亚政府正在与泰国合作，以结束大马境内的马共活动。12月2日，马共在泰国政府的见证下与马来西亚政府签署《合艾协议》。代表大马政府签署《合艾协议》的是内政部秘书长旺西迪、武装部队参谋总长莫哈末哈欣·莫哈末阿里将军和全国总警长韩聂夫；代表泰国军方签约者为陆军总司令查瓦利上将；马共则由陈平、主席阿都拉西迪及中委拉昔迈汀代表。依照条约，马来西亚政府不再要求马共人员投降，而马来亚共产党则会停止所有军事行动和平解散，所有成员将放下武器并对马来西亚最高元首宣誓效忠，马来西亚政府则对其保证日后不再追究马来亚共产党的法律责任。
马哈迪说，虽然政府和马共签署和平协定，但这项协议并没有改变马共的地位，在法律上马共还是非法及被禁止的组织。
马共解散之际，共有约1,188名活跃党员，当中部分选择回到马来西亚定居，另一部份则选择留在泰国边境的和平村内。对于回国的前马共党员，马来西亚政府向每人发放了马币8,000元的补助金，其中3,000元在他们回国时发放，另5,000元则在3年后发放。
同时，泰国给愿意留在泰南勿洞乡马共根据地的前马来亚人民军成员之安置待遇为，前马来亚人民军成员建立4个新村，都叫和平村。并给与他们下列支援：
- 每户拨给土地15莱（每莱为1,600平方公尺），作为耕种之用（后来大多数家庭是种植橡胶树，割胶）；
- 每户拨给4分之1莱（即400平方公尺）的土地，作为房舍面积；
- 每村拨予相当于全村面积的10％的土地作为公共用地；
- 每户拨予建筑材料2.6万铢（当时大约25铢等于1美元）；
- 每村拨予建筑材料用于建造：一所宗教礼拜场所，一间会议室，一个医疗中心；每人每日22铢的生活补助，为期3年；
- 其他等等。

这些由前马共成员建起的和平村，现在已经成了旅游胜地。和平村以前是由军方管理的，自朱拉蓬公主去过后，就改由政府以朱拉蓬公主的名义管理，为此把这4个和平村命名为朱拉蓬公主村。

## 历任领导人

### 中央委员会主席
| 任次 | 姓名       | 就任日期   | 卸任日期      |
| ---- | ---------- | ---------- | ------------- |
| 1    | 穆沙阿末   | 1955年12月 | 1968年7月     |
| 2    | 阿都拉西迪 | 1988年     | 1989年12月2日 |

### 中央委员会总书记
| 任次 | 姓名   | 就任日期      | 卸任日期      |
| ---- | ------ | ------------- | ------------- |
| 1    | 黎远光 | 1930年4月     | 1930年4月29日 |
| 2    | 林庆充 | 1930年4月29日 | 1931年6月     |
| 3    | 符鸿纪 | 1931年6月     | 1932年3月     |
| 4    | 何文汉 | 1932年3月     | 1933年8月     |
| 5    | 欧德修 | 1933年8月     |               |
| 6    | 李启新 |               |               |
| 7    | 陈良   | 1935年9月     | 1936年9月     |
| 8    | 蔡白云 | 1936年9月     | 1937年2月     |
| 9    | 杨少民 | 1937年2月     | 1939年4月     |
| 10   | 莱特   | 1939年4月     | 1947年3月6日  |
| 11   | 陈平   | 1947年3月6日  | 1989年12月2日 |

## 历届中央政治局

### 八扩（1946年1月）
马来亚共产党第八届扩大会议的中央政治局委员：
- 莱特、陈平、陈勇、李安东

1946年底，陈勇被开除党籍
1947年3月，莱特叛逃、被开除党籍

### 九扩（1947年5月）
马来亚共产党第九届扩大会议的中央政治局委员：
- 陈平、杨果、李安东、章凌云、林树益

1949年，林树益被革处中央政治局委员职务

### 十扩（1955年12月）
马来亚共产党第十届扩大会议的中央政治局委员：
- 陈平、杨果、李安东、章凌云

1956年8月，杨果于雪州武来岸牺牲
1957年5月15日，补选穆沙阿末、阿都拉西迪为中央政治局委员

### 十一扩（1959年10月）
马来亚共产党第十一届扩大会议的中央政治局委员：
- 陈平、穆沙阿末、阿都拉西迪、李安东、章凌云

1960年12月23日，补选吴一石、邵杨、单汝洪、伍瑞霭为中央政治局委员
1968年7月，革处穆沙阿末一切职务

### 十二扩（1980年4月）
马来亚共产党第十二届扩大会议的中央政治局委员：
- 陈平、阿都拉西迪、李安东、章凌云、吴一石、单汝洪、伍瑞霭

1988年，阿都拉西迪选为马来亚共产党中央委员会主席
1989年5月31日，章凌云于中国广州病逝

### 十三扩（1989年11月）
马来亚共产党第十三届扩大会议的中央政治局委员：
- 陈平、阿都拉西迪、李安东、吴一石、单汝洪、伍瑞霭

1989年11月25日，第十三扩中央委员会全体通过“关于停止武装斗争的决定”
来源：

## 馬來亞共產黨和馬來亞民族主義
馬來亞共產黨和馬來亞其他共產組織的主導成員大多為華人，因其多源於國民黨和中國共產黨在1910到30年代於東南亞的活動。國民黨和中國共產黨可能將天下觀念與民族主義融合，在海外華人聚集地以建立國際聯盟、海外分支等方式爭奪勢力範圍，並在東南亞主導反殖民運動。因此，馬來亞的反殖民語言大多都以華文被呈現、以便理解。
然而，除了晚近才移民東南亞的社群以外，對於當地居民而言，他們長期在當地生活，對馬來亞當地社會文化的認同，甚至土生華人和中國移民發生摩擦，使前者建立與當地社會更深的連結。另外，第三國際在1930年調整其行動模式，主張在世界各地建立本土化的國家政黨（national party），根據當地情況從基層展開行動，以結合各殖民地的民族主義和第三國際的反殖民、反帝國主義，最終聯合成世界革命。馬來亞共產黨因此成立。
馬來亞共產黨成立後，在嘗試本土化時更進一步討論馬來亞整體作為一個民族的可能性。馬共的目標是透過建立與非華人的連結，成為跨民族的組織。然而，如同前述，馬來亞的反殖民語言大多都採用華文翻譯。英文「nation」一詞在華文被分別譯為「民族」、「國家」，而「民族」又有「ethnic」、「people」、和「nationality」等其他含意。第三國際的本土化和華文「民族」、「國家」的模糊性，使馬共的「馬來亞」不僅是國家或地區的名稱、當地各民族的集合，其全體也被視為一個有共同歷史、文化的民族，成為馬來亞民族主義的濫觴。

## 北加里曼丹共产党
砂拉越和沙巴，1959年之前并不属于马来亚，其共产党组织也是独立运作，即北加里曼丹共产党。其文物馆位于砂拉越诗巫市的砂拉越中區友誼協會 （页面存档备份，存于）（也称诗巫友谊协会）。

## 人物
- 陳平，中央总书记（1947-1989）
- 阿都拉西迪，中央主席（1988-1989）
- 杨果，中央副总书记（1947-1956）
- 李安东，中央副总书记（1960-1989）

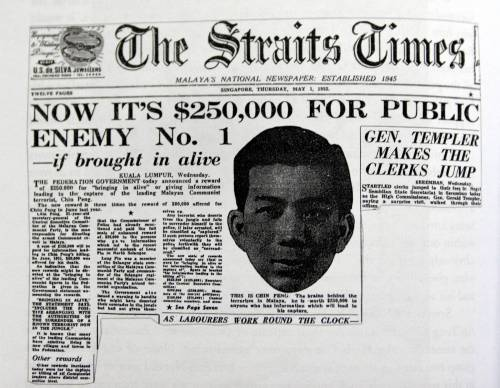
《海峡时报》刊登英属马来亚政府通缉陈平若是发现到了并且通报英殖民政府可获得悬赏25万马来亚元，等同于今日的100万令吉

- 章凌云（阿苏），中央北马局书记（1964-1989）
- 吴一石
- 单汝洪（阿成）
- 伍霭龄（阿焰）
- 陈立发（阿和）
- 陈田
- 应敏钦
- 拉昔迈丁
- 阿布沙玛
- 余柱业
- 方壯璧，又名「李兵」
- 陳新嶸
- 李启新
- 蔡白云，中央总书记（1936-1937）
- 杨少民，中央总书记（1937-1939）
- 萊特（Lai Teck，越南裔），也有人唸成LOI TECK， LAI TEK， LI TEK 或 LIGHT，也曾用張紅，黃金玉和黃紹東等名。中央总书记（1939-1947）
- 刘尧
- 赖来福
- 伍天旺
- 桑西雅法姬亚（英语：Shamsiah Fakeh）（马来亚民族主义妇女组织觉醒妇女组的领导人）
- 慕沙阿末（Musa Ahmad），中央主席（1955-1968）